# Stadio Assuan
Lo stadio Assuan (in arabo ستاد أسوان‎?), è uno stadio calcistico situato ad Assuan, in Egitto.
Inaugurato nel 1962, e situato nella città fluviale di Assuan, conta 20.000 posti a sedere. Ospita la principale squadra locale, l'Aswan. Nel 2014 è stato ristrutturato.